# Associazione Calcio Bellinzona
L'Associazione Calcio Bellinzona, meglio nota come Bellinzona, è una società calcistica svizzera con sede nella città di Bellinzona. Milita nella Challenge League, la seconda divisione del campionato svizzero.

## Storia

### Fondazione e fusioni
Il 1º gennaio 1904 viene fondato il Football Club Bellinzona. I colori sociali sono inizialmente bianco, rosso e azzurro, la divisa prevede camicia a strisce rosso-azzurre e calzoncini bianchi. Come primo presidente, nella sede sociale della Birreria Haas, viene eletto Felice Patocchi. Nel 1905 la squadra cessa l'attività, tuttavia l'anno seguente, dalla fusione di Football Club Ticino e Football Club Elvezia, nasce il Football Club Juventus, precedentemente chiamato Football Club Scuola di Commercio. Nel 1908 lo Juventus viene scisso in due e prende vita il Football Club Young Boys.
L'anno seguente viene rifondato, presso il ristorante Unione, il Football Club Bellinzona. Il 7 gennaio 1913 il Bellinzona entra a far parte dell'Associazione Svizzera di Football e disputa le finali di Serie B, in cui viene sconfitto per 1-3 dal Lugano. Nel 1917 viene inaugurato il campo della Colombaia. Il 9 settembre 1919 viene costituita la Federazione ticinese di calcio. Il Bellinzona vince il Campionato svizzero di Gruppo serie B (divenuta poi Prima Lega).
Il 13 agosto 1926, dalla fusione tra Bellinzona e Football Club Daro nasce l'Associazione Calcio Bellinzona. Due anni più tardi, nel 1928, diventa nuovamente campione del proprio gruppo di Serie B ma non viene promosso a causa dei regolamenti ASF; l'attaccante Bruno Berini diviene il primo calciatore bellinzonese a vestire la maglia della Nazionale svizzera.
Nel 20 agosto 1934 l'ACB conquista il diritto (terminando il campionato a pari punti con il Kruzlingen) di giocare in Lega Nazionale, ma il comitato di calcio lo nega. Ne nasce una lite giudiziaria con l'ASF che si risolverà solo nel 1938, quando il Tribunale federale darà ragione al Bellinzona permettendo una richiesta di risarcimento danni.

### La promozione e la vittoria in campionato
Nel 1943 vince il campionato di Prima Lega ma esce sconfitto nelle finali, mentre l'anno successivo guadagna la promozione in Lega Nazionale A. Il 27 maggio 1947 viene inaugurato lo stadio comunale di Bellinzona e il 17 luglio seguente Otto Scerri viene nominato presidente della società.
Durante la stagione successiva i granata si mantengono stabilmente nella parte alta della classifica ed il 13 giugno 1948, dopo aver battuto per 4-1 il La Chaux-de-Fonds, grazie ad una doppietta di Sormani e alle reti di Weber ed Aricci, la squadra guidata dall'ungherese Eugen Payer si laurea campione di Svizzera. La formazione del Bellinzona campione svizzero del 1948 era la seguente: Lacqua (Permunian); Bianchini, Boggia (Soldini); Erba, Busenhard, Caccia; Weber, Aricci, Sormani, Sartori, Ruch.
Dopo una quindicina di stagioni in massima serie, nel 1960 l'ACB retrocede in Lega Nazionale B. Nel 1962 perde 4-1 ai tempi supplementari la finale di Coppa Svizzera contro il Losanna. Seguono una serie di promozioni e retrocessioni, con il ritorno di Otto Scerri alla presidenza societaria e una finale di coppa raggiunta nuovamente nel 1968-1969, nella quale il Bellinzona viene sconfitto per 2-0 dal San Gallo. Dopo la retrocessione del 1971, il club torna in massima divisione nel 1976 con la vittoria per 1-0 al Letzigrund nello spareggio contro il Lucerna. Tuttavia retrocede subito in LNB e solo nel 1979-1980, dopo un campionato senza sconfitte, ottiene una nuova promozione in LNA.
Tornato in seconda divisione nel 1984, due stagioni dopo i granata ottengono la promozione in Lega Nazionale A, grazie alla vittoria contro il Lugano (3-2), davanti a 13 000 persone. L'11 ottobre in Bellinzona-Losanna sono presenti 17 000 persone, un record cantonale per una gara di LNA. Debutta Mario Sergio, con Paulo Cesar a firmare le quattro reti della gara per il 4-2 finale. Nel corso della stagione si toccano vertici di affluenza di pubblico mai registrati in Ticino.
Il 1º marzo 1987 Kubilay Türkyılmaz debutta in maglia granata, e sette mesi dopo vestirà anche la maglia della Nazionale. Al termine del campionato 1989-1990 i granata vengono retrocessi in seconda serie e, nel 1995, a seguito della mancata concessione della licenza per motivi finanziari, il Bellinzona viene retrocesso in Prima Lega. L'anno seguente, si salva dalla retrocessione in Seconda Lega e solo nel 1999 si guadagna il ritorno in seconda serie, vincendo lo spareggio contro il Vevey con un 9-0 all'andata e un 5-0 al ritorno.

### Il ritorno in Super League e il fallimento
Il 30 maggio 2007, i granata disputano lo spareggio per la promozione in Super League, da dove mancano da più di quindici anni, contro l'Aarau, partita che si chiude con la vittoria degli ospiti per 2-1. La partita di ritorno vede il Bellinzona ottenere un inutile vantaggio, con gli argoviesi che si impongono per 3-1 mantenendo il loro posto in Super League.
La stagione successiva, la squadra granata affronta il Basilea nella finale di Coppa Svizzera, subendo una sconfitta per 4-1. Poiché il Basilea vincerà il titolo nazionale, il risultato vale al Bellinzona uno storico accesso ai preliminari di Coppa UEFA. In finale i granata sono giunti dopo aver eliminato ai calci di rigore il Neuchâtel Xamax (neopromossa in Super League). In quell'occasione, davanti a 6 000 spettatori, il capitano Manuel Rivera e Giuseppe Miccoli hanno commemorato la persona di Marzio Morocutti, già capitano dell'ACB, a cinque anni dalla sua scomparsa in un incidente autostradale.
Il 20 maggio dello stesso anno, allo stadio Espenmoos di San Gallo, il Bellinzona dopo aver già vinto 3-2 l'andata al comunale, supera per 2-0 i padroni di casa del San Gallo e conquista la promozione in Super League. Il 28 agosto, dopo aver sconfitto precedentemente (1-0 e 3-1) gli armeni dell'Ararat, centra la qualificazione al primo turno della Coppa UEFA eliminando la compagine ucraina del Dnipro (2-1 casalingo che ribalta la sconfitta per 3-2 all'andata). Il 2 ottobre i granata vengono estromessi dalla coppa dai turchi del Galatasaray.
Nel 2010 l'ACB termina il campionato al penultimo posto e si trova ad affrontare lo spareggio promozione-relegazione in un derby contro il Lugano, qualificatosi al secondo posto della Challenge League. La partita d'andata, al Comunale, si svolge il 22 maggio e i granata s'impongono 2-1. Due giorni dopo pareggiano 0-0 a Cornaredo e mantengono la permanenza in massima categoria per il terzo anno di fila.
La stagione seguente termina nuovamente il campionato al penultimo posto e il Bellinzona affronta questa volta il Servette per la permanenza in Super League. Dopo la sconfitta per 1-0 nella gara di andata in Ticino, il Servette si impone 3-1 al ritorno, costringendo i granata alla retrocessione in Challenge League.
Nella stagione 2011-2012 la squadra termina il campionato di Challenge League al terzo posto dopo un combattuto testa a testa con il FC Aarau che arriva secondo, sinonimo di spareggio per la promozione in Super League.
Per la stagione 2012-2013 la squadra si presenta al via con l'intenzione di conquistare la promozione in Super League ma nel mese di dicembre del 2012 emerge che la società ha accumulato debiti per svariati milioni di franchi. Il 29 maggio del 2013 il tribunale dei fallimenti concede una proroga a Giulini per evitare il fallimento della società che però non riesce a salvare.
Infatti, il 16 settembre 2013 viene ufficialmente dichiarata fallita la società che dovrà così ripartire da zero.

### La ripartenza
Per la stagione 2014-2015, la società riparte dalla Seconda Lega ottenendo subito la promozione al termine del campionato e venendo così promossa in Seconda Lega interregionale; contemporaneamente i granata si aggiudicano anche la Coppa Ticino. La stagione seguente l'ACB vince nuovamente il campionato ed è promosso in 1ª Lega per il campionato 2016-2017. Al termine di una stagione altalenante la squadra conclude il campionato al 2º posto qualificandonsi comunque alle finali promozione. L'avversario designato per i granata è lo Stade Lausanne-Ouchy, giunto anch'egli secondo in un altro girone: all'andata al Comunale i sopracenerini si impongono per 5 a 4 crollando però al ritorno in terra vodese dove vengono sconfitti nettamente per 3 a 0 fallendo così la qualificazione al successivo e decisivo turno in chiave promozione. L'obiettivo promozione si concretizza nella stagione 2017-2018, ove il Bellinzona vince il proprio girone e batte il Black Stars Basilea e successivamente il Red Star Zurigo nella finale promozione (la sconfitta per 3-4 dell'andata viene infatti ribaltata dal 5-1 del ritorno).
Dopo qualche anno, il Bellinzona vince il campionato di Promotion nel 2021-2022, tornando così in Challenge League.

## Strutture

### Stadio
La squadra disputa le sue partite casalinghe allo stadio comunale, capace di ospitare circa 6 000 spettatori (600 seduti e 5 400 in piedi) e dotato di un terreno di gioco sono in erba naturale da 105 m per 68 m, circondato da una pista di atletica leggera.
L'impianto (inserito nel quadro di un quartiere polisportivo situato a ridosso del centro cittadino) risulta obsolescente, inadeguato ai canoni del calcio professionistico elvetico e difficilmente ammodernabile: a partire dai tardi anni 2000 è pertanto in discussione l'opportunità di edificare un nuovo stadio prettamente calcistico, conforme alle direttive federali nazionali ed europee.

## Società
La prima squadra fa capo a una società di capitali denominata ACB 1904 SA; le giovanili sono invece sottoposte all'Associazione Calcio Bellinzona, costituita come associazione secondo il diritto elvetico.

### Organigramma societario
ACB 1904 SA
- Pablo Jesus Bentancur - Patròn, direttore generale
- Brenno Martignoni Polti - Presidente

Associazione Calcio Bellinzona
- Brenno Martignoni Polti - Presidente
- Roberto Mercoli - Vicepresidente
- Pablo Jesus Bentancur - Membro
- Adriano Meoli - Membro

### Sponsor
- 1999-2002 Kappa
- 2002-2012 Erreà
- 2012-2014 adidas
- 2014-2022 Primato
- 2022- Acerbis

## Allenatori e presidenti
- 1931-1933  Agostino Garbarino
- 1933-1938  Eugenio Tacács
- 1938-1940  János Köves
- 1940-1942  Tullio Grassi
- 1942-1947  Carlo Pinter
- 1947-1948  Eugen Payer
- 1948-1951  Gerhard Lusenti
- 1951-1952  Carlo Pinter
- 1952-1956  Attilio Torresani
- 1956-1958  Rudolf Soutschek
- 1958-1960  Ozren Nedoklan[2]
- 1960-1961  Horst Buhtz
- 1961-1962  Frank Pedersen
- 1962-1963  Oscar Pelli
- 1963-1964  Gianmarco Mezzadri
 Augusto Sartori e  Oscar Pelli
- 1964-1965  Luigi Bonizzoni
- 1965-1970  Carlo Pinter
- 1970-1971  Louis Maurer[3]
- 1971-1972  Alfredo Foni
- 1972-1975  Jørn Sørensen
- 1975-1976  Oscar Pelli
 Jiří Sobotka
- 1976-1977  Jiří Sobotka
 Louis Maurer
- 1977-1979  Jørn Sørensen
- 1979-1983  Milovan Beljin
- 1983-1984  Milovan Beljin
 Roberto Morinini
- 1984-1985  Josip Mohorović
 Péter Pázmándy
- 1985-1987  Péter Pázmándy
- 1987-1988  Péter Pázmándy
 Miroslav Rogić
 Henri Depireux
- 1988-1989  Henri Depireux
 Velibor Vasović
- 1989-1990  Velibor Vasović
 Claudio Tedeschi
- 1990-1991  Antonio Pasinato
 Enrico Morinini
- 1991-1992  Enrico Morinini
- 1992-1993  Enrico Morinini
 Henri Depireux
- 1993-1994  Henri Depireux
 Arno Rossini
- 1994-1995  Arno Rossini
- 1995-1996  Mirco Bertoli
- 1996-1997  Mirko Bertoli
 Miroslav Rogić
- 1997-1998  Vladimir Petković
- 1998-2000  Giovanni Dellacasa
- 2000-2001  Giovanni Dellacasa
 Massimo Morales
- 2001-2002  Paul Schönwetter
 Giovanni Dellacasa
- 2002-2003  Giovanni Dellacasa
- 2003-2004  Baldassare Raineri
- 2004-2005  Maurizio Battistini
- 2005-2008  Vladimir Petković
- 2008-2009  Marco Schällibaum
 Alberto Cavasin
- 2009-2010  Alberto Cavasin
 Roberto Morinini
- 2010-2011  Roberto Morinini
- 2011-2012  Roberto Morinini
 Carlo Tebi
 Martin Andermatt
- 2011-2012  Martin Andermatt
- 2012-2013  Raimondo Ponte
 Gabriele Francesco
 Martin Andermatt
- 2013-2014  Livio Bordoli
- 2014-2015  Arno Rossini
 Simone Patelli
- 2015-2017  Simone Patelli
- 2017-2019  Luigi Tirapelle
- 2019-2020  Luigi Tirapelle
 Maurizio Jacobacci
 Valerio Jemmi
- 2020-2021  Valerio Jemmi
 Davide Morandi
- 2021-2022  João Paiva
 Jean-Michel Aeby
 Marco Schällibaum
- 2022-2023  David Sesa
 Fernando Cocimano
 Baldassare Raineri
 Stefano Maccoppi
 Fernando Cocimano
 Sergio Zanetti
- 2023-2024  Sandro Chieffo
 Fernando Cocimano
 Mario Rosas
 Manuel Benavente
- 2024-2025  Manuel Benavente
 Giuseppe Sannino

- 1904  Felice Patocchi
- 1904-1907  Silvietto Molo
- 1907-1910  Giuseppe Rober
- 1910-1912  Achille Imperatori
- 1912-1913  Giuseppe Rober
- 1913  Ambrogio Buzzolini
- 1913-1920  Silvietto Molo
- 1920-1922  Renato Ferrari
- 1922-1923  Bruno Bruni
- 1923-1927  Giuseppe Beltraminelli
- 1927-1929  Albino Impertatori
- 1929-1934  Mario Agustoni
- 1934-1936  Libero Contestabile
- 1936-1936  Carlito Galfetti
- 1936-1937  Ersilio Melera
- 1937-1940  Arturino Gabuzzi
- 1940  Libero Contestabile
- 1940-1942  Augusto Bolla
- 1942-1947  Mario Agustoni
- 1947-1949  Otto Scerri
- 1949-1950  Sergio Mordasini
- 1950-1952  Otto Scerri
- 1952-1955  Carlo Bonetti
- 1955-1958  Miro Vescovi
- 1958-1961  Carlo Born
- 1961-1965  Tazio Tatti
- 1965-1966  Livio Doninelli
- 1966-1971  Otto Scerri
- 1971-1975  Emilio Lafranchi
- 1975-1977  Giuseppe Albertoni
- 1977-1984  Pierluigi Canavesi
- 1984-1988  Felice Lazzarotto
- 1988-1990  Carlo Delco
- 1990-1993  Bruno Bassetti
- 1993-2001  Luca Zorzi
- 2001-2003  Ernesto Ghiotti
- 2003-2005  Andrea Rege-Colet
- 2005-2008  Manuele Morelli
- 2008-2014  Gabriele Giulini
- 2014-2023  Paolo Righetti
- 2024-  Brenno Martignoni Polti

## Palmarès

### Competizioni nazionali
- Campionato svizzero: 1

1947-1948
- Campionato di Lega Nazionale B: 3

1975-1976, 1979-1980, 1999-2000

### Competizioni interregionali
- Campionato di Prima Lega: 3

1943-1944, 1998-1999, 2017-2018
- Seconda Lega interregionale: 1

2015-2016

### Competizioni regionali
- Seconda Lega: 1

2014-2015
- Coppa Ticino: 1

2014-2015

### Competizioni giovanili
- Torneo Internazionale Under-19 Bellinzona: 5

1941, 1942, 1945, 1947, 1948

## Statistiche e record

### Partecipazione ai campionati
| Livello | Categoria                   | Partecipazioni | Debutto   | Ultima stagione | Totale |
| ------- | --------------------------- | -------------- | --------- | --------------- | ------ |
| 1º      | Lega Nazionale A            | 30             | 1944-1945 | 1989-1990       | 33     |
| 1º      | Super League                | 3              | 2008-2009 | 2010-2011       | 33     |
| 2º      | Prima Lega                  | 11             | 1932-1933 | 1943-1944       | 46     |
| 2º      | Lega Nazionale B            | 25             | 1960-1961 | 2002-2003       | 46     |
| 2º      | Challenge League            | 10             | 2003-2004 | 2024-2025       | 46     |
| 3º      | Seconda Lega                | 1              | 1935-1936 | 1935-1936       | 9      |
| 3º      | Prima Lega                  | 3              | 1995-1996 | 1997-1998       | 9      |
| 3º      | Prima Lega Promotion        | 1              | 2013-2014 | 2013-2014       | 9      |
| 3º      | Promotion League            | 4              | 2018-2019 | 2021-2022       | 9      |
| 4º      | 1ª Lega                     | 2              | 2016-2017 | 2017-2018       | 2      |
| 5º      | Seconda Lega interregionale | 1              | 2015-2016 | 2015-2016       | 1      |

### Partecipazione alle coppe
| Competizione           | Partecipazioni | Debutto   | Ultima stagione | Totale |
| ---------------------- | -------------- | --------- | --------------- | ------ |
| Coppa Svizzera         | 95             | 1925-1926 | 2024-2025       | 95     |
| Coppa di Lega Svizzera | 10             | 1972      | 1981-1982       | 10     |

### Partecipazione ai tornei internazionali
| Competizione | Partecipazioni | Debutto   | Ultima stagione | Totale |
| ------------ | -------------- | --------- | --------------- | ------ |
| Coppa UEFA   | 1              | 2008-2009 | 2008-2009       | 1      |

### Statistiche individuali
| Record di presenze - 258 Angelo Raso (2003-2015) - 191 André Schär (1980-1992) - 177 Manuel Rivera (1999-2000, 2001-2003, 2005-2011) - 175 Claudio Degiovannini (1980-1992) - 173 Alessandro Mangiarratti (1999-2000, 2000-2001, 2006-2011) - 171 Gastón Magnetti (2012-2013, 2015-2022) - 163 Giorgio Mellacina (1979-1988) - 161 Giuseppe Miccolis (1998-2001, 2002-2004, 2005-2008) - 151 Fausto Robustelli (1947-1949, 1950-1959) - 146 Antonio Permunian (1948-1960, 1966-1968) | Record di reti - 116 Gastón Magnetti (2012-2013, 2015-2022) - 71 Cristian Ianu (2003-2008) - 62 Kubilay Türkyılmaz (1986-1989, 2000, 2014-2015) - 49 David Stojanov (2016-2017, 2020-2021) - 47 Mauro Lustrinelli (1993-2001, 2008-2010, 2010-2011) - 41 Augusto Sartori (1946-1947) - 40 Arturo Capoferri (1951-1952, 1955-1956) - 34 Sergio Cortelezzi (2019-2020, 2021-2023) - 30 Alessandro Ciarrocchi (2008-2013) - 28 Raffaële Nembrini (1968-1969) |

## Tifoseria

### Storia
Il gruppo principale del tifo organizzato a Bellinzona è quello dei B'Zona Boys 2005. Oltre ai Boys, soprattutto per quanto riguarda le partite casalinghe, vi è da segnalare la presenza della Vecchia Guardia, già Granata Boys 1986.

### Gemellaggi e rivalità
La tifoseria del Bellinzona non annovera alcun gemellaggio ufficiale.
Le rivalità maggiormente sentite dalla tifoseria bellinzonese sono quelle con Lugano, Chiasso e Sion.

## Organico

### Rosa 2024-2025
Aggiornata al 20 marzo 2024.
| N. |                        | Ruolo | Calciatore         |
| -- | ---------------------- | ----- | ------------------ |
| 1  | Svizzera (bandiera)    | P     | Šerif Berbić       |
| 3  | Svizzera (bandiera)    | C     | Aris Sörensen      |
| 4  | Uruguay (bandiera)     | C     | Jonathan Sabbatini |
| 7  | Inghilterra (bandiera) | A     | Caleb Chukwuemeka  |
| 8  | Svizzera (bandiera)    | D     | Nicola Sutter      |
| 10 | Uruguay (bandiera)     | C     | Thomás Chacón      |
| 11 | Uruguay (bandiera)     | C     | Nicolás Rossi      |
| 14 | Cuba (bandiera)        | D     | Fábian Gloor       |
| 17 | Italia (bandiera)      | A     | Issouf Diarra      |
| 19 | Svizzera (bandiera)    | C     | Islem Chouik       |
| 20 | Liberia (bandiera)     | C     | Mo Sangare         |
| 21 | Svizzera (bandiera)    | P     | Elio Trochen       |
| 22 | Svizzera (bandiera)    | P     | Simon Enzler       |
| 24 | Uruguay (bandiera)     | D     | Sebastián Gorga    |

| N. |                     | Ruolo | Calciatore                   |
| -- | ------------------- | ----- | ---------------------------- |
| 25 | Nigeria (bandiera)  | C     | Johan Nkama                  |
| 26 | Francia (bandiera)  | C     | Nassim L'Ghoul               |
| 27 | Kosovo (bandiera)   | D     | Jetmir Krasniqi              |
| 30 | Svizzera (bandiera) | C     | Michel de Jesus              |
| 33 | Kosovo (bandiera)   | A     | Rilind Nivokazi              |
| 34 | Svizzera (bandiera) | D     | Ilan Sauter                  |
| 44 | Svizzera (bandiera) | C     | Fabio Lymann                 |
| 66 | Angola (bandiera)   | C     | Hervé Matondo                |
| 70 | Uruguay (bandiera)  | C     | Cristian Souza               |
| 77 | Svizzera (bandiera) | C     | Nuno Da Silva                |
| 80 | Svizzera (bandiera) | C     | Perrault Tokam               |
| 88 | Italia (bandiera)   | C     | Tommaso Centinaro            |
| 91 | Svizzera (bandiera) | D     | Dragan Mihajlović (capitano) |

### Staff tecnico
- Giuseppe Sannino - Allenatore
- Mario Rosas - Allenatore in seconda
- Diego Megias - Preparatore atletico
- Giovanni Proietti - Preparatore portieri
- Cristiano Bernasconi - Medico sociale